# Симон III фон Залм
Симон III фон Залм (на немски: Simon III von Salm; * ок. 1395/1428/1431; † пр. 14 ноември 1459) е граф на Обер Залм.

## Произход
Той е син на граф Йохан IV (III) фон Обер Залм (* ок. 1370; † 2 юли 1431) и първата му съпруга Вилхелмина (Гуилемета) дьо Вержи († 4 ноември 1412), дъщеря на Вилхелм III дьо Вержи († 1396) и Изабел фон Раполщайн († сл. 1410). Полубрат е на граф Йохан V фон Салм (1431 – 1485), барон дьо Вивиерс.

## Фамилия
Симон III се жени на 11 юли 1427 г. за Йохана фон Ротзелаер († сл. 26 февруари 1475), дъщеря на господар Йохан фон Ротзалаер († пр. 1446). Те имат децата:
- Якоб фон Залм († 25 декември 1475), 1459 граф на Обер-Залм, 1463 господар на Ротзелаер, женен 1454 г. за Изабела дьо Глимес († 1495)
- Йоханета фон Залм († 1496), наследничка на половин Залм, омъжена 14 ноември 1459 г. за граф, вилд- и рейнграф Йохан V фон Залм-Даун-Кирбург (1436 – 1495), прародители на графовете и князете на Залм (от 1623)
- Йохан (умира млад)
- Фридрих (пр. 1459 – сл. 1474)